# بوب دالي
بوب دالي (بالإنجليزية: Bob Dale)‏ (31 أكتوبر 1931 في المملكة المتحدة - 17 يناير 2007) هو لاعب كرة قدم بريطاني في مركز نصف الجناح. لعب مع كولتشستر يونايتد ونادي بوري ونادي ألترينتشام.